# Ligação metálica
Ligação metálica é uma ligação química de átomos caracterizada normalmente por um subnível eletrônico s completo e um d incompleto pelo qual os elétrons fluem livremente através de uma estrutura cristalina definida. Em relação às condições normais de temperatura e pressão, a ligação metálica confere à substância um alto ponto de fusão e vaporização e usualmente apresenta uma densidade superior a outras ligações químicas. Tal ligação também fornece outras propriedades tais como maleabilidade, ductibilidade, brilho e alta condutividade elétrica mesmo quando no estado líquido.
Existem dois modelos principais para explicar a ligação metálica. O modelo da nuvem de elétrons e o modelo da Teoria de bandas.

## Modelo da nuvem de elétrons
Neste modelo o metal é retratado como uma rede de cátions metálicos imersos em uma "nuvem" de elétrons de valência. Os elétrons encontram-se confinados ao metal por meio de atrações eletrostáticas aos cátions e distribuídos uniformemente ao longo da estrutura metálica. Mas apesar de presos à estrutura metálica, os elétrons possuem mobilidade por nenhum elétron estar vinculado a um cátion específico. 
Ao expor o metal a uma diferença de potencial elétrico (ddp ou tensão elétrica), os elétrons fluem pelo metal no sentido do polo positivo para o metal a partir do polo negativo. 
A condução térmica também pode ser explicada pela mobilidade dos elétrons, através da rápida transmissão de energia cinética pelo sólido.
A explicação deste modelo para a maleabilidade e ductibilidade dos metais vem do fato de os átomos metálicos formarem ligações com muitos vizinhos. A redistribuição dos elétrons acomoda parcialmente os átomos em suas novas posições.
Entretanto, esse modelo não explica satisfatoriamente todas as propriedades dos metais. Um exemplo é a força de ligação entre os átomos metálicos que por este modelo deveria aumentar à medida que o número de elétrons de valência aumenta, resultando em um aumento dos pontos de fusão. Mas os metais do grupo 6 (cromo, molibdênio e tungstênio), que ocupam o centro dos metais de transição tem os maiores pontos de fusão em seus respectivos períodos. Eventos similares ocorrem ao se analisar calor de fusão, dureza e ponto de ebulição.
Ao buscar uma melhor explicação para esses fatos descritos anteriormente é necessário conhecer o modelo da Teoria de bandas, que contém uma abordagem da ligação metálica a partir da Teoria dos orbitais moleculares.